# Myrmekiaphila tigris
Myrmekiaphila tigris là một loài nhện trong họ Euctenizidae. Loài này được mô tả khoa học năm 2012.
M. tigris được các nhà khoa học Viện Côn trùng học và bệnh học thực vật Đại học Auburn, Hoa Kỳ phát hiện ở Auburn, bang Alabama. Khi con đực trưởng thành ở khoảng 5 hoặc 6 tuổi, chúng sẽ bò ra khỏi hang tìm con cái để giao phối, chúng chết ngay sau đó. Con đực lang thang thường thấy với số lượng tương đối lớn trên vỉa hè ở các khu phố, trong hồ bơi và ngay cả trong nhà để xe khoảng thời gian từ tháng 11 đến tháng 12. Những con cái, ngược lại, kín đáo hơn, sống từ 15 đến 20 năm trong hang dưới mặt đất.